# Erosa (La Gudiña)
Erosa (llamada oficialmente Herosa) es un lugar español situado en la parroquia de Pentes, del municipio de La Gudiña, en la provincia de Orense, Galicia.

## Demografía
| Gráfica de evolución demográfica de Erosa entre 2000 y 2022 |
|                                                             |
| Datos según el nomenclátor publicado por el INE.            |